# 709

## Esdeveniments
- Construcció d'una mesquita sobre la tomba de Mahoma.
- Un terratrèmol causa fortes inundacions a Bretanya.

## Necrològiques
- 24 d'abril - Oundle (Northúmbria)ː Wilfrid, bisbe de York (n. 634).[1]